# 斯特林顿 (路易斯安那州)
斯特林顿（英語：Sterlington），是美国路易斯安那州下属的一座城市。根据2010年美国人口普查，该市有人口1,594人。建置上，属于“town”。